# Remington 700
Remington 700 (Ремингтон 700) — магазинная винтовка производства США.
Существует множество вариантов винтовки под разный патрон. Стандартный патрон — 7,62×51 мм НАТО (.308 Win). Технически представляет собой магазинную винтовку с продольно-скользящим поворотным затвором. Ёмкость магазина зависит от калибра и может составлять от 3 до 5. Является лучшим продуктом фирмы Remington Arms.
Винтовка может комплектоваться оптическим прицелом различных производителей. Разработана на основе винтовки братьев Маузер. Выпуск винтовки был начат в 1962 году. Модель 700 имеет различные модификации, широко распространена в США как крупнокалиберная снайперская, спортивная и охотничья винтовка, выпускаемая в широком диапазоне калибров от .17 Rem (4,5 мм) до .338 Lapua Magnum (8,6 мм).
Оружие обладает высокой кучностью боя (от 1 MOA для охотничьих модификаций до 0,5 MOA для целевых винтовок) и высоким качеством изготовления. Популярности винтовки также способствует большое количество комплектующих, выпускаемых сторонними фирмами. Широко распространена кастомизация этой модели оружия для нужд конечных заказчиков, производимая частными оружейниками.
Затворная коробка стальная, цилиндрической формы. Запирание осуществляется двумя боевыми упорами, расположенными в передней части затвора, за пазы в ствольной коробке. Подача патронов — из внутреннего (неотъёмного) или отъёмного коробчатого магазинов. На затворной коробке выполнены посадочные места для установки креплений для оптических прицелов. Достаточно популярным в США является установка т. н. Remington model 700 actions (ствола с затворной коробкой, затворной группой и ударно-спусковым механизмом) в ложи других фирм — HS Precision, McMillan, Choate и других.

## Комплектация

### Model 700 — Гражданская версия
Существует несколько вариантов 700 модели для гражданского пользования, включая:
- Model 700
- Model 700 SPS
- Model 700 ADL
- Model 700 BDL
- Model 700 CDL
- Model 700 VTR
- Model 700 Safari.
- Model 700 5-R «Mil-Spec»
- Model 700 Tactical Chassis
- Model 700 Long Range

### Model 700P — Полицейская версия
Есть два варианта полицейской 700P: стандартная 700P с 26-дюймовым (66,04 см) утяжеленным стволом и 700P Light Tactical Rifle (LTR), имеющая 20-дюймовый (50,8 см) тяжелый ствол с рифлением. Обе винтовки комплектуются (опционально) телескопическим прикладом, сошкой и кейсом для переноски. Используются следующие типы патронов:
- .308 Winchester
- .223 Remington
- .243 Winchester
- 7 mm Remington Magnum
- .300 Winchester Magnum
- .300 Remington Ultra Magnum
- .338 Lapua Magnum
- Winchester Magnum